# Jan Teorell
Jan Gösta Teorell, född 1 augusti 1969 i Västerleds församling i Stockholm, är en svensk statsvetare. Teorell disputerade i statsvetenskap vid Uppsala universitet 1998 på avhandlingen "Demokrati eller fåtalsvälde", som behandlade interndemokratin i Moderaterna och Socialdemokraterna. Han har varit gästforskare vid Harvard university och Melbourne university och var åren 2004-2006 projektkoordinator för Quality of Government Institute vid Göteborgs universitet. 2006–2021 var han verksam vid Lunds universitet, där han 2011 blev professor i statsvetenskap. Från 2021 är Jan Teorell innehavare av Lars Hiertas professur i statskunskap vid Stockholms universitet.
Teorells forskning har efter avhandlingen kretsat kring demokratisering, demokratiteori, politiskt deltagande och korruptionsforskning. Han har även intresserat sig för metodologiska frågor. Efter den långa regeringsbildningen efter valet 2018 fick Teorell i uppdrag av Riksbankens Jubileumsfond att leda ett forskningsprojekt om regeringsbildningen, vilket resulterade i boken 134 dagar.
Jan Teorell gick på Tolkskolan och var åren 1989-1990 sekreterare och tolk för försvarsattachén vid Sveriges ambassad i Moskva.

## Utmärkelser, ledamotskap och priser
- Ledamot av Vetenskapssocieteten i Lund (LVSL, 2016)[4]
- Ledamot av Kommittén för priset i ekonomisk vetenskap till Alfred Nobels minne (ca. 2024–)
- Ledamot av Kungliga Vetenskapsakademien (LVA, 2025)

## Publikationer (urval)
- Teorell, Jan (1998). Demokrati eller fåtalsvälde?. Uppsala: Acta Universitatis Upsaliensis. Libris 8359578. ISBN 91-554-4306-0
- Teorell, Jan (2007). Att fråga och att svara. Samhällsvetenskaplig metod (med Torsten Svensson). Malmö: Liber. Libris 10233449. ISBN 91-47-07432-9
- Teorell, Jan (2010) (på engelska). Determinants of Democratization: Explaining Regime Change in the World 1972-2006.. Cambridge: Cambridge University Press. Libris 12047490. ISBN 978-0-521-19906-3
- Teorell, Jan, Bäck, Hanna, Hellström, Johan, och Lindvall, Johannes (2020). 134 dagar: om regeringsbildningen efter valet 2018. Stockholm: Makadam. ISBN 9789170613210